# روبرت الرابع، كونت درو
روبرت الرابع دي درو (بالفرنسية: Robert IV de Dreux)‏ (1282-1242)؛ كان كونت درو وبرين منذ 1249 وكونت مونتفورت-لاموري منذ زواجه من بياتريس دي مورنتفورت في 1260، هو الابن البكر لـ جان الأول، كونت درو وماري دي بوربون.
قاتل روبير بجانب الملك فيليب الثالث من فرنسا في لونغدوك، وكان حاضراً أثناء أخذ مدينة فوا من الإسبان.
ابنه البكر جان الثاني خلفه بعد وفاته، وإما ابنته الكبرى يولاندا أصبحت ملكة اسكتلندا من خلال زواجها من ألكسندر الثالث؛ توفي بعد أشهر من زواج، ثم تزوجت في 1292 من آرثر الثاني، دوق بريتاني.

## الأبناء
أنجبت بياتريس لـ روبير ستة أبناء:-
1. ماري (1276-1261)؛ تزوجت في 1275 من ماثيو الرابع دي مونتمورنسي.
2. يولاندا، كونتيسة مورنتفورت (1323-1263)؛ تزوجت في 15 أكتوبر 1285 من ألكسندر الثالث ملك اسكتلندا؛ ليس لديهم أبناء، ثم في 1292 من آرثر الثاني، دوق بريتاني؛ انجبت له سبعة أبناء.
3. جان الثاني، كونت درو (1309-1265)؛ خلف والده.
4. جين، كونتيسة برين؛ تزوجت أولا من كونت جان الرابع دي روسي، ثم من جان دي بار.
5. بياتريس (1328-1270)؛ راهبة.
6. روبير؛ سير كاتيو-دو-لوار.